# Хелена (остров)
Вижте пояснителната страница за други значения на Хелена.

Остров Хелена (на английски: Helena Island) е 65-ият по големина остров в Канадския арктичен архипелаг. Площта му е 326 км2, която му отрежда 84-то място сред островите на Канада. Административно принадлежи към канадската територия Нунавут. Необитаем.
Остров Хелена е най-големият и най-западният от групата острова Бъркли, разположени северно от остров Батърст в централната част на Канадския арктичен архипелаг. От Батърст го отделя широкия 6,2 км проток Сър Уилям Паркър Стрийт, а западната част на острова затваря от север залива Мей, вклиняващ се от север в остров Батърст
Островът има издължена, почти правоъгълна форма, от североизток на югозапад на 41 км, а максималната му ширина е 12,8 км. Дължината на бреговата му линия е 98 км и е слабо разчленена. Южните брегова на острова са стръмни, а северните полегати. Релефът е хълмист с максимална височина до 226 м.
Цялата група острови Бъркли е открита в края на април 1853 г. от отряда на Джордж Хенри Ричардс и Шерард Осбърн, участници в британската арктическа експедиция на Едуард Белчер.
|  | Тази страница частично или изцяло представлява превод на страницата „Хелена (остров)“ в Уикипедия на руски. Оригиналният текст, както и този превод, са защитени от Лиценза „Криейтив Комънс – Признание – Споделяне на споделеното“, а за съдържание, създадено преди юни 2009 година – от Лиценза за свободна документация на ГНУ. Прегледайте историята на редакциите на оригиналната страница, както и на преводната страница, за да видите списъка на съавторите. ВАЖНО: Този шаблон се отнася единствено до авторските права върху съдържанието на статията. Добавянето му не отменя изискването да се посочват конкретни източници на твърденията, които да бъдат благонадеждни. |